# Golias (évêque)
Pour les articles homonymes, voir Golias.
Golias est un évêque légendaire du Moyen Âge. Les Goliards se réclament de ce personnage burlesque.